# ژرمن شولتز

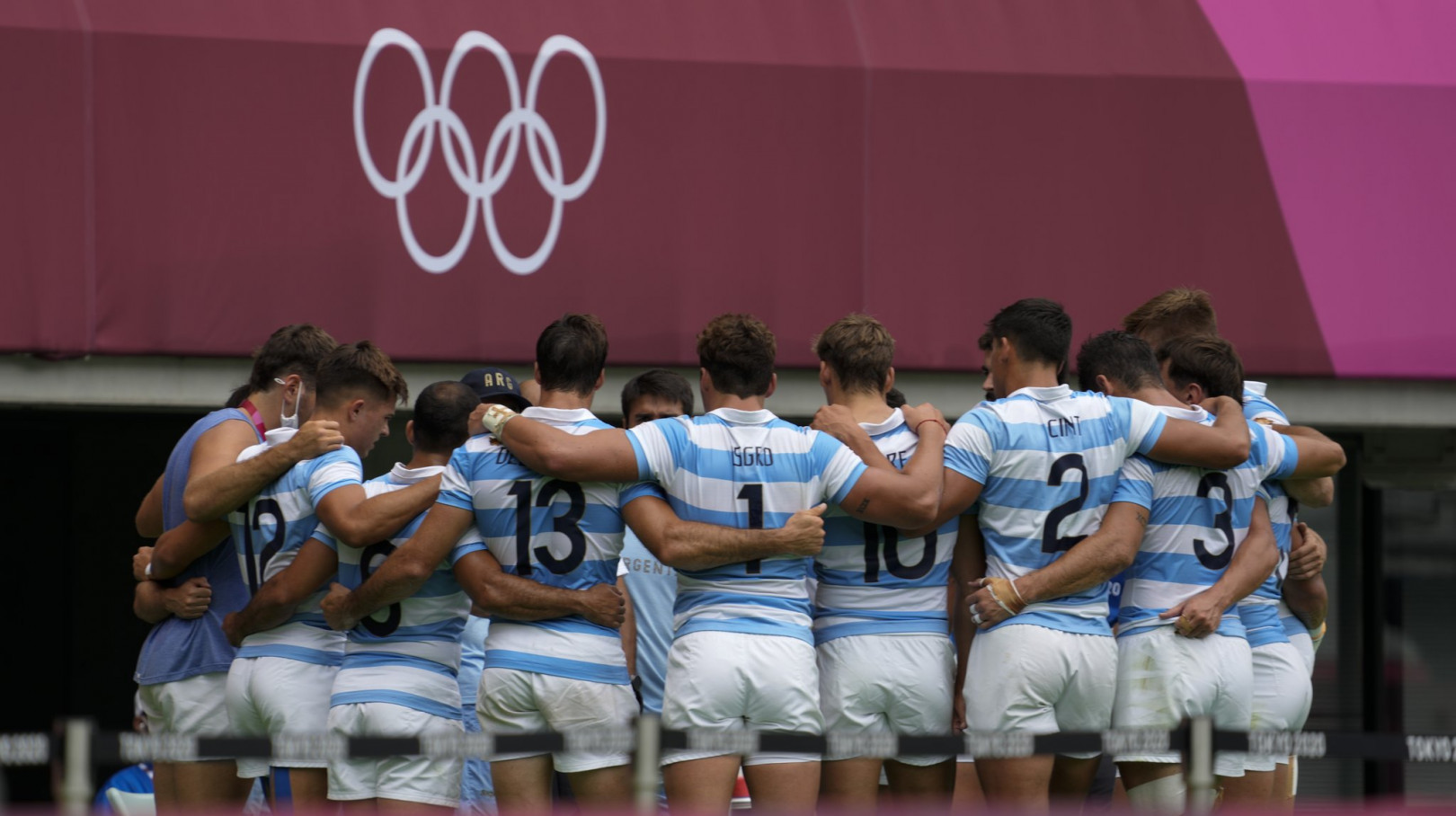
تیم ملی راگبی آرژانتین در المپیک تابستانی ۲۰۲۰

ژرمن شولتز (آلمانی: Germán Schulz؛ زادهٔ ۵ فوریهٔ ۱۹۹۴) بازیکن راگبی ۷ نفره آلمانی‌تبار اهل آرژانتین است.
وی در مسابقات کشوری و بین‌المللی در مجموع برندهٔ ۱ مدال طلا، ۱ مدال برنز شده‌است.